# کولیدینیوم پ-تولوئن سولفونات
کولیدینیوم پ-تولوئن سولفونات (به انگلیسی: Collidinium p-toluenesulfonate) یک ترکیب شیمیایی با شناسه پاب‌کم ۲۷۲۴۵۵۰ است. 